# Ridgeway (Carolina del Sud)
Ridgeway è un comune degli Stati Uniti d'America, situato in Carolina del Sud, nella Contea di Fairfield.